# Marienthal (Luxembourg)
Marienthal (en luxembourgeois : Mariendall) est un village de la commune luxembourgeoise de Helperknapp situé dans le canton de Mersch.
En 2005, il comptait 105 habitants.

## Géographie
Marienthal est situé dans la vallée de l'Eisch, au nord-est d'Ansembourg (Helperknapp) à une altitude d'environ 236 m.

## Histoire
Le monastère de Marienthal est fondé au XIIIe siècle par des religieuses dominicaines du couvent de Strasbourg. En 1783, sous la domination autrichienne, il est fermé par Joseph II au nom du despotisme éclairé. Il est acheté par les Pères blancs en 1890 pour en faire une maison de formation pour les postulants germanophones.
Après la Seconde Guerre mondiale, le couvent sert comme refuge d'urgence, puis comme service aux réfugiés. De nos jours, Marienthal possède un service national pour les jeunes.

## Culture locale et patrimoine

### Lieux et monuments
Monastère de Marienthal
Fondé en 1232 par le comte de Mersch, il est destiné à accueillir des filles de la noblesse. Le choix du site serait lié à la découverte miraculeuse d'une statue en pierre de la Vierge Marie trouvée dans un arbre .
Marguerite de Luxembourg († 1337), fille de Henri VI de Luxembourg, fut prieure du monastère.

### Personnalités liées à la localité
- Marguerite de Courtenay-Namur (1194-1270), marquise de Namur de 1229 à 1237 ;
- Yolande de Vianden (1231-1283), prieure du monastère dominicain de Marienthal.